# Batangafo
Batangafo ist die Hauptstadt der Präfektur Ouham-Fafa im nordwestlichen Zentrum der Zentralafrikanischen Republik. Die Stadt liegt am rechten Ufer des Ouham nahe der Mündung des Flusses Fafa in denselben. Eine Volkszählung im Jahr 2003 ergab eine Bevölkerungszahl von 16.420 Einwohnern, nach einer Schätzung von 2022 leben in Batangafo jedoch etwa 24.119 Einwohner.

## Verkehr und Infrastruktur
Batangafo liegt an der Route Nationale 4, die von Damara im Süden über Batangafo nach Moyenne Sido an der Grenze zum Tschad im Norden führt. Die Entfernung von Bangui beträgt 383 km. Am nordöstlichen Rand der Stadt liegt der Flugplatz Batangafo. In Batangafo gibt es ein staatliches Krankenhaus, das von Ärzte ohne Grenzen betrieben wird.

## Geschichte
Die katholische Missionsstation Notre Dame de l’Immaculée Conception de Batangafo wurde 1928 gegründet. Bei der Neugründung der Präfektur Ouham-Fafa aus der Präfektur Ouham wurde Batangafo zur Hauptstadt erklärt.

### Bürgerkrieg
Im Februar 2009 griffen bewaffnete Kräfte der FDPC Batangafo an und zerstörten Verwaltungsgebäude und solche von Nichtregierungsorganisationen.
Nachdem Séléka-Rebellen um den Jahreswechsel 2012/2013 große Teile der Zentralafrikanischen Republik eingenommen hatten und schließlich einen Waffenstillstand akzeptierten, kam es im März 2013 erneut zu einer Offensive der Séléka, bei der unter anderem Batangafo eingenommen wurde.
Im Sommer 2014 wurde die Stadt von Anti-Balaka-Milizen erobert.
Im Jahr 2018 griffen Ex-Séléka-Kämpfer Batangafo an und zerstörten beträchtliche Teile der Stadt, vor allem die Hütten von Vertriebenen und den Markt. Es kam zu Kämpfen zwischen den Ex-Séléka-Kämpfern und Anti-Balaka-Milizen, bei denen mindestens 15 Menschen starben und durch die mehr als 20.000 Menschen (etwa zwei Drittel der Stadtbevölkerung) vertrieben wurden.
Im April 2021 vertrieben die Zentralafrikanischen Streitkräfte die Rebellen aus der Stadt. Seit 2014 war die Gegend durchgängig von den Rebellen der MPC, die 2020 Teil der CPC wurde, kontrolliert worden.
Die Region Batangafo gehört zu den gefährlichsten der Zentralafrikanischen Republik. Angriffe auf die Zivilbevölkerung sind häufig, es gibt keine Präsenz der Staatsgewalt (Polizei oder Militär). Lediglich MINUSCA-Truppen sind seit Oktober 2014 vor Ort. Jedoch haben die dort stationierten pakistanischen Truppen keine gemeinsame Sprache mit der Lokalbevölkerung, sodass die Kommunikation schwierig ist. Außerdem wird ihnen von der mehrheitlich christlichen Bevölkerung vorgeworfen, aufgrund ihres muslimischen Glaubens nicht zwischen Séléka (muslimisch) und Anti-Balaka (christlich) neutral zu sein.